# 杉本瑛
杉本 瑛（すぎもと あきら、2004年12月20日 - ）は、日本のタレントである。本名同じ。
中国北京出身。特技は中国茶道、中国語（簡単な会話程度）、マリンバ、ものまね（第6回キッザニア甲子園お笑いコンテスト入賞）。趣味は読書、旅行。一人っ子。

## 人物
父の仕事の関係先で3歳まで北京に生まれ育つ。両親は日本人。日本に帰国後は松竹芸能タレントスクール大阪校に入学、芸能界に足を踏み入れる。その後、松竹芸能に所属して子役として活動する。2022年に松竹芸能を退所した。

## 出演

### テレビドラマ
- 戦国疾風伝 二人の軍師 秀吉に天下を獲らせた男たち（2011年、テレビ東京）楓の子供時代 役[1]
- BS時代劇「妻は、くノ一」（2013年、NHK BSプレミアム）おはな 役[1]
- ごちそうさん（2013年、NHK総合テレビ）室井文女（幼少期） 役[1]

### バラエティ
- Let's天才てれびくん（2014年3月31日 - 2016年3月31日、NHK Eテレ）てれび戦士[1][5]

### ネット配信
- 関西の星☆スーパーキッズに会いに行こう!（eo光テレビ）[1]

### CM
- ラジオ 日本放送連盟　平成23年地球温暖化啓発スポット〜こども会議編〜（2011年）[1]

### 舞台
- 南座五月 花形歌舞伎高時騒ぎを起こす（2013年）小犬 役[1]

### 映画
- GENTA（2010年）こなつ 役 - historica2010出品短編映画。[1]